# Конрад фон Кверфурт (архиепископ на Магдебург)
Конрад фон Кверфурт (на немски: Konrad von Querfurt; * 1100; † 2 май 1142, Магдебург) е от 1134 до 1142 г. архиепископ на Магдебург.

## Живот
Произлиза от фамилията на бургграфовете на Магдебург от фамилията на графовете Кверфурти на фамилията Мансфелд. Той е вторият син на Гебхард II фон Кверфурт, господар на Кверфурт († 18 февруари 1126 при Кулм в Северна Бохемия), и съпругата му Ода фон Аменслебен, сестра на граф Мило фон Аменслебен, дъщеря на граф Дитрих фон Аменслебен († 1120) и съпругата му Амулрада фон Аменслебен-Грибен. Брат е на Бурхард I фон Кверфурт (* ок. 1100; † ок. 1161), бургграф на Магдебург (1136 – 1161), и на граф Гебхард III фон Кверфурт (* ок. 1095; † 18 февруари 1126 при Кулм). Чичо е на Конрад I фон Кверфурт (* 1160; † убит 1202), епископ на Хилдесхайм (1194 – 1202), епископ на Вюрцбург (1201 – 1202).
Конрад е домхер в Магдебург и капителът го избира през 1134 г. за архиепископ на Магдебург. Той помага на своя втори братовчед император Лотар III.
С Албрехт Мечката той се застъпва за намаляването на Елба-митата за магдебургските търговци и през 1136/1137 г. участва в похода на императора в Италия.
След смъртта на императора той поддържа Хайнрих Горди от Велфите и противник на Конрад III. Така той се скарва с Албрехт Мечката и графовете на Пльотцкау, което завършва с военни действия, при които са разрушени Бернбург и Пльотцкау. Конрад преписва след смъртта на последния граф на Горица Хайнрих фон Гройч († 31 декември 1135) през 1136 г. на брат си Бурхард службата бургграф на Магдебург и фогтая на манастира. Така бургграфовете от фамилията Кверфурт се издигат много бързо и са особено активни на служба при Хоенщауфен-императорите.
Конрад фон Кверфурт е погребан в катедралата на Магдебург.